# Cryptophion guillermoi
Cryptophion guillermoi là một loài tò vò trong họ Ichneumonidae.